# Metropolitana di Mumbai
La metropolitana di Mumbai (in lingua marathi  मुंबई मेट्रो) è la metropolitana che serve la città di Mumbai e la Regione Metropolitana di Mumbai nello stato del Maharashtra, in India. La metropolitana è stata progettata per ridurre la congestione del traffico in città e integrare la rete ferroviaria suburbana di Mumbai. La costruzione, attualmente in corso, è divisa in tre fasi in un periodo di 15 anni, e il completamento generale dell'opera è previsto per l'ottobre 2026. Una volta completato, il sistema principale comprenderà 14 linee ferroviarie ad alta capacità, per un totale di 356,97 chilometri (il 24% sotterraneo, il resto elevato e una piccola porzione al livello del suolo), e sarà servito da 226 stazioni.
Ad agosto 2018, la metropolitana di Mumbai consisteva in una linea operativa (Linea 1 - metropolitana elevata da Versova a Ghatkopar), e quattro diverse linee in varie fasi di costruzione.
Al luglio 2022 sono operative tre linee, e altre 8 in costruzione.